# 北条県
北条県（ほくじょうけん）は、1871年（明治4年）に美作国を管轄するために設置された県である。現在の岡山県東北部を占める。

## 設廃
1871年（明治4年）、津山県・鶴田県・真島県と他県の飛び地等で分かれていた旧美作国に北条県が新設された。県庁所在地は、津山県の県庁所在地でもあった西北条郡（現苫田郡）津山の津山城内（現在の津山文化センターの位置）。
北条県初代参事（知事）は鹿児島藩士で御親兵所属の陸軍少佐淵辺高照が任官された。1873年（明治6年）5月、陸軍少佐への復任と中佐への昇進により退官。2代参事は小野立誠。同年11月5日、当時の右大臣岩倉具視への伺い書と添付された「奇鳥絵図」にその名が記録に残っている。
1876年（明治9年）、すでに小田県と合併していた岡山県に合併され、廃止された。

## 出来事
1873年（明治6年）5月26日に起こった血税一揆は、6月1日に収まるまでに西西条郡貞永寺村から県内一円に広がり、多大な被害と死者を出した。一揆は出兵により鎮圧され、有罪者27,000名弱、懲役刑64名、死刑15名となった。

## 県庁舎
津山市西寺町にある成道寺の門は、北条県庁（津山藩庁・津山県庁）で使用していた門が移築されたものである。

## 年表
- 1871年（明治4年）11月15日 - 第1次府県統合により津山県、鶴田県、真島県が統合され、美作国に北条県が発足。県庁は西北条郡山下（現在の津山市山下68、津山文化センター）の津山城内に設置。旧津山県の小豆島の飛地も当面の間管轄することとされた。
- 1872年（明治5年）1月25日 - 小豆島の飛地を香川県（第1次）に移管。
- 1876年（明治9年）4月18日 - 第2次府県統合により岡山県に合併。同日北条県廃止。

## 管轄地域
- 美作国一円

## 歴代知事
- 1871年（明治4年）11月15日 - 1873年（明治6年）5月29日 ： 参事・淵辺高照（前陸軍少佐）
- 1873年（明治6年）5月29日 - 1873年（明治6年）7月7日 ： 不在
- 1873年（明治6年）7月7日 - 1875年（明治8年）7月19日 ： 参事・小野立誠（前北条県権参事、元大野藩士とされる）
- 1875年（明治8年）7月19日 - 1876年（明治9年）4月18日 ： 権令・小野立誠（前北条県参事）